# Ashrang
Ashrang – gaun wikas samiti w środkowej części Nepalu w strefie Bagmati w dystrykcie Lalitpur. Według nepalskiego spisu powszechnego z 2001 roku liczył on 259 gospodarstw domowych i 1536 mieszkańców (752 kobiet i 784 mężczyzn).